# Władysław Cieplak
Władysław Miłosław Cieplak ps. „Giewont”, „Kwiczoł”, „Miłek”, „Mały” (ur. 6 czerwca 1917 w Aleksandrowie Kujawskim, zm. 30 sierpnia 1944 w Warszawie) – harcmistrz, polski wojskowy, porucznik, uczestnik powstania warszawskiego jako dowódca 3 „kompanii Giewonta” batalionu „Zośka” Armii Krajowej.

## Życiorys

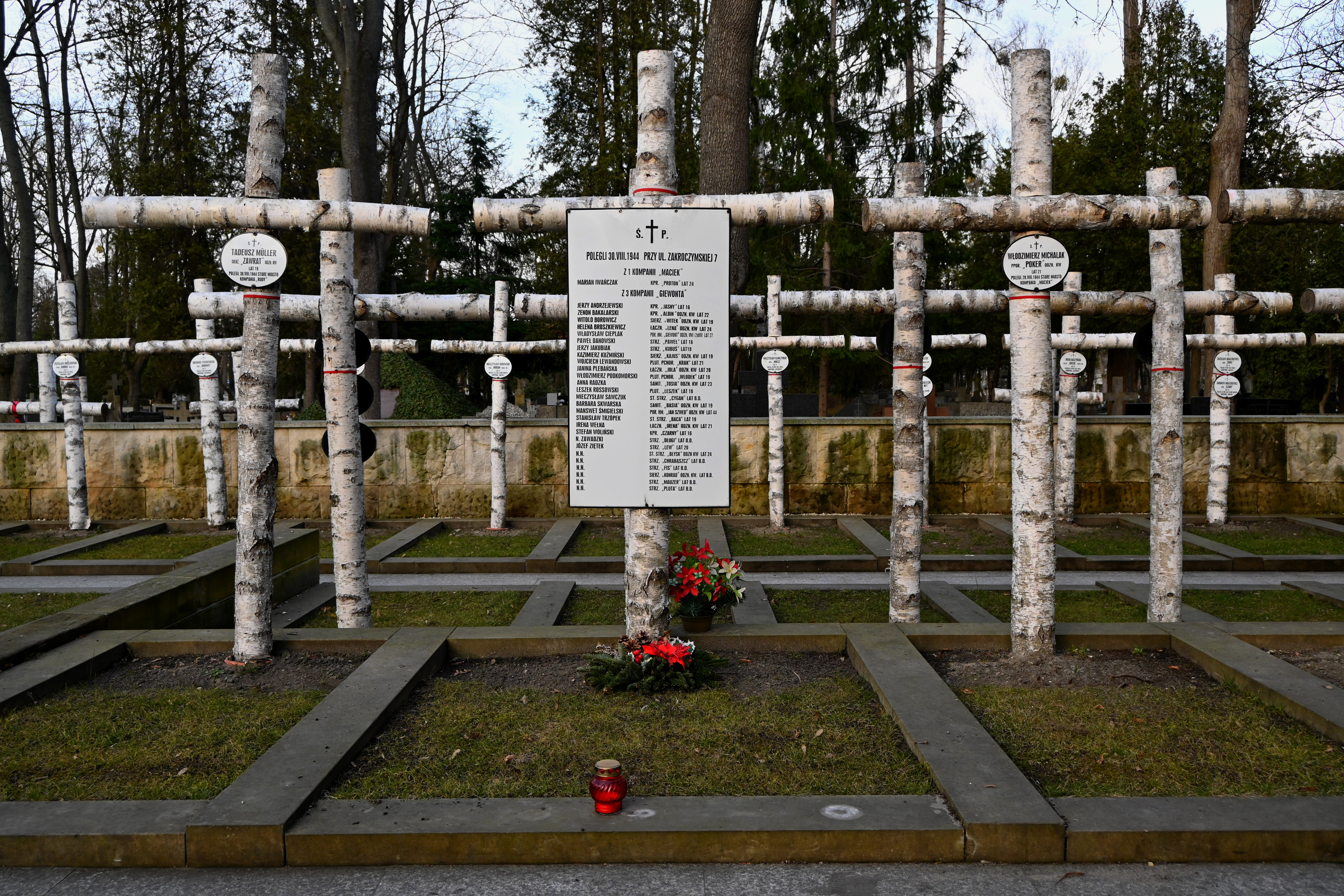
Grób poległych 30 sierpnia 1944 przy ul. Zakroczymskiej 7 w Warszawie na Cmentarzu Wojskowym na Powązkach w Warszawie

Syn Aleksandra i Stefanii z domu Łuszkiewicz. Miał brata Przemysław ps. „Smyk” (był w późniejszym czasie żołnierzem 2. Kompanii „Rudy” Batalionu „Zośka”). Od najmłodszych lat wraz z rodzeństwem, siostrą Irminą oraz bratem Przemysławem (późniejszym żołnierzem 2. kompanii „Rudy”, ps. „Smyk”) działał w harcerstwie. W 1924 roku rozpoczął naukę w Szkole Powszechnej w Koninie, do którego przeprowadził się wraz z rodziną. Następnie rozpoczął naukę w gimnazjum, którego siedzibą był remontowany obecnie Dom Zemełki. Był harcerzem 21. Drużyny im. Tadeusza Rejtana w Poznaniu, przybocznym Floriana Marciniak. Kilka miesięcy przed wybuchem wojny zdał maturę w Państwowym Gimnazjum im. św. Jana Kantego w Poznaniu.
Pierwsze dni wojny spędził w Poznaniu, gdzie działał w Pogotowiu Harcerzy. Razem z kolegami kupował broń i pomagał w likwidacji dokumentów, które mogłyby się przydać najeźdźcy. Następnie około 8 września przedostał się do Warszawy i włączył się w pracę Wojennego Pogotowia Harcerzy. Po klęsce kampanii wrześniowej zamierzał początkowo przedostać się razem z młodszym bratem do formujących się w zachodniej Europie polskich oddziałów, ale ostatecznie zmienił zdanie Na początku 1940 roku wszedł do konspiracji, należał do Chorągwi Warszawskiej Szarych Szeregów. Był przybocznym Stanisława Broniewskiego „Orszy”, z którym znał się z pracy w Chorągwi Wielkopolskiej. Krótko był kierownikiem kolportażu Głównej Kwatery Szarych Szeregów. Prowadził na rogu ulic Świętokrzyskiej i Szkolnej sklep jubilerski, a dochody z działalności często przeznaczał na pomoc „Pasiece”. Ukończył I turnus Szkoły Podchorążych Rezerwy Piechoty Agricola. Po reorganizacji Grup Szturmowych w czerwcu 1943 roku, został dowódcą grupy szturmowej, której celem było zorganizowanie odbicia naczelnika Szarych Szeregów, Floriana Marciniaka. Po utworzeniu batalionu „Zośka” objął stanowisko dowódcy 2. kompanii „Rudy”. W grudniu 1943 r. został odwołany ze stanowiska dowódcy na rzecz Andrzeja Romockiego (efekt akcji Wilanów). W maju 1944 roku otrzymał zadanie przygotowania na terenie Puszczy Białej w rejonie Wyszkowa bazy leśnej dla potrzeb letniego szkolenia batalionu „Zośka” i został na dwa miesiące jej komendantem.
Brał udział w:
- akcji pod Arsenałem (dowódca ubezpieczenia);
- akcji pod Czarnocinem (dowódca ubezpieczenia);
- uwolnieniu więźnia ze Szpitala Dzieciątka Jezus;
- akcji Wilanów (dowódca uderzenia);
- akcji kolejowej na trasie Tłuszcz-Urle (obserwator z ramienia dowódcy batalionu);
- akcji „Par. I” i „Par. II” (dowódca bazy szkoleniowej)[1][2].

Wrócił do Warszawy cztery dni przed wybuchem powstania warszawskiego. Objął dowództwo utworzonej w pierwszych dniach powstania warszawskiego 3. kompanii batalionu „Zośka”. Wraz ze swoją kompanią brał udział m.in. w wyzwalaniu Gęsiówki oraz w natarciu na Dworzec Gdański. Zginął 30. dnia powstania warszawskiego pod gruzami zbombardowanego przez lotnictwo niemieckie budynku przy ul. Zakroczymskiej 7 na Starym Mieście. Miał 27 lat. Pochowany w kwaterach żołnierzy i sanitariuszek batalionu „Zośka” na Wojskowych Powązkach w Warszawie (kwatera 20A-4-10).
Odznaczony dwukrotnie Krzyżem Walecznych i Orderem Virtuti Militari, rozkazem Dowódcy AK nr 507 z 14 VIII 1944. Uzasadnienie nadania mu krzyża VM brzmiało: „zasłużył się w walkach na terenie Grupy «Północ»”. Order został zweryfikowany pozytywnie uchwałą Kapituły Orderu Wojennego Virtuti Militari z dnia 13 października 2011.